# Rio Rico Southeast
Rio Rico Southeast ist ein gemeindefreies Gebiet im Santa Cruz County im US-Bundesstaat Arizona. Das Dorf liegt an der Interstate 19.